# Eisenbahnmuseum Dieringhausen

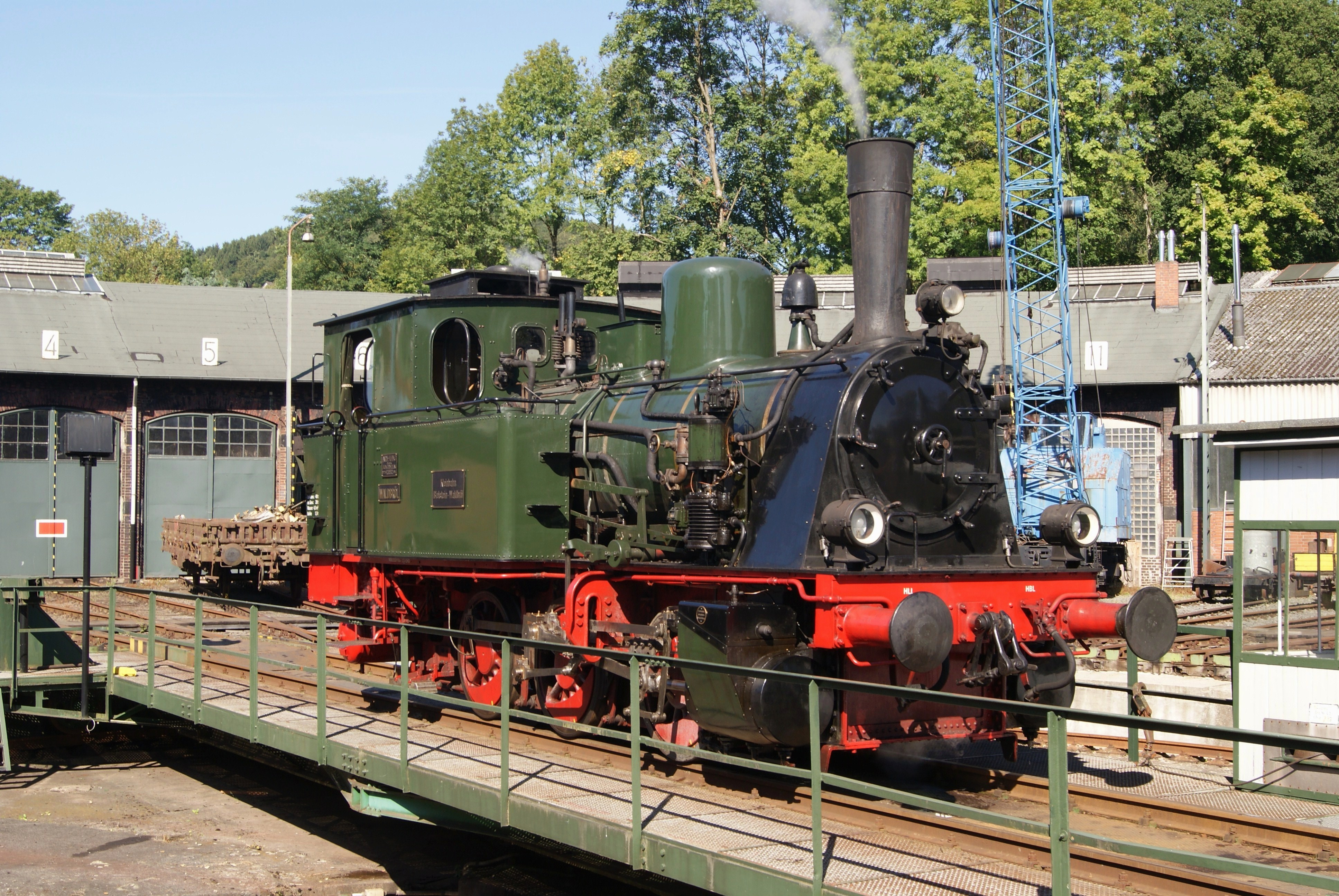
Die Dampflok Waldbröl als Zuglok des „Bergischen Löwen“ (Wiehltalbahn) unter Dampf auf der Drehscheibe

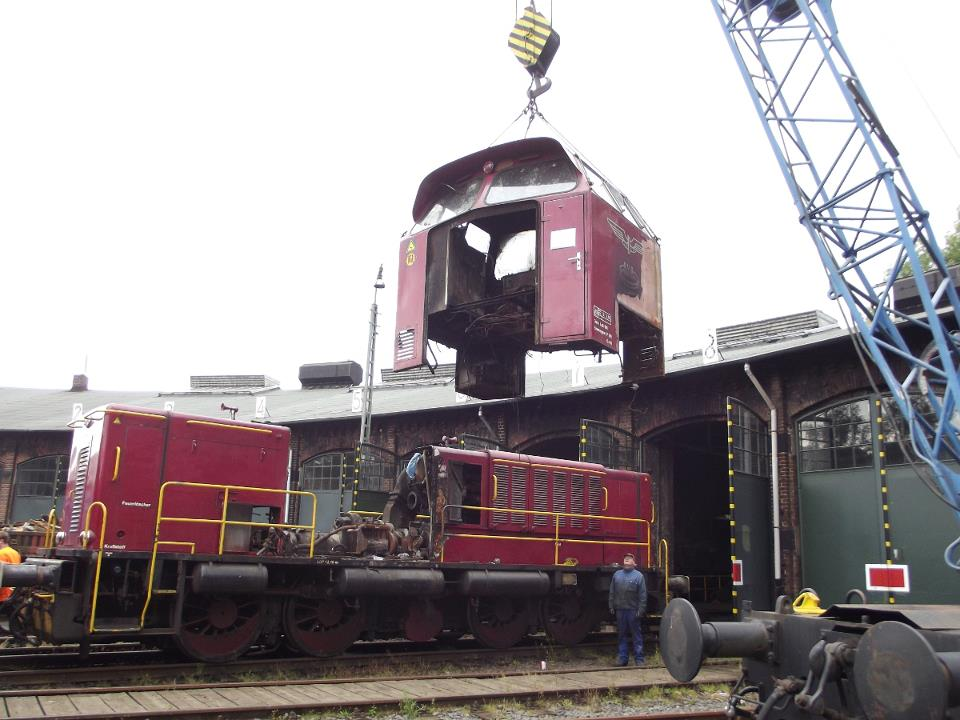
Die MaK-Stangenlok 120 051 beim Abheben des Führerhauses vor dem Lokschuppen

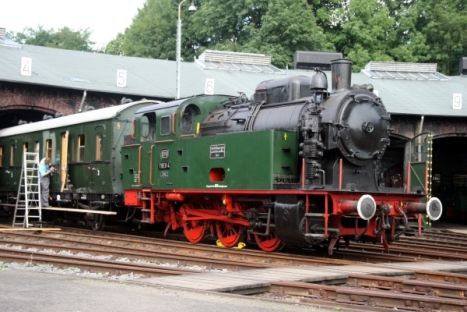
Die Dampflok Theodor Wuppermann 4 vor dem Rundlokschuppen des Museums

Das Eisenbahnmuseum Dieringhausen ist ein Museum zur Eisenbahngeschichte in Dieringhausen, einem Ortsteil von Gummersbach im Oberbergischen Land. Es befindet sich auf dem 11.000 m² umfassenden Areal des ehemaligen Bahnbetriebswerkes Dieringhausen und steht unter Denkmalschutz.
Im Museum sind unter anderem die Dampflok Waldbröl der Kleinbahn Bielstein–Waldbröl, die letzte in Deutschland vorhandene Preußische T 14 (93 230) ausgestellt.
Das Museum, inklusive der Fahrzeuge, war bis April 2021 Eigentum der Hermann-Haeck-Stiftung und wurde von der IG Bw Dieringhausen betrieben, welche das Museum gepachtet hatte. Im April 2021 ging das gesamte Gelände und das Museum in den Besitz von Andreas Voll, Geschäftsführer der „Aggerbahn Eisenbahngesellschaft mbH“, über.

## Geschichte

### Bahnbetriebswerk
Bevor die vielen kleineren Eisenbahnstrecken rund um Dieringhausen errichtet wurden, war Dieringhausen nur ein recht unbedeutendes, kleines Dorf.
Mit dem Bau der Bahnstrecke Siegburg–Olpe um 1890 gab es in Dieringhausen 1893 zuerst eine Lokstation. Diese wurde, als das Eisenbahnnetz im Oberbergischen Land immer größer wurde, zu klein. So wurde das Bahnbetriebswerk Dieringhausen im Jahre 1905 eröffnet und entwickelte sich in den Jahren danach zu einem immer größeren Gelände. Um das Bahnhofsgelände herum entstanden viele Dienstwohnungen, deren Gebäude zu einem großen Teil heute noch erhalten sind und den Ort Dieringhausen stark wachsen ließen. Bis zum Jahre 1920 fuhr die Bahn in Dieringhausen noch quer durch den Ort. Der Bahnhof befand sich auf dem heutigen Museumsgelände. Das Bahnbetriebswerk war anfangs dem Bahnhof angegliedert und deutlich kleiner als heute.
Erst 1920, als die Bahnstrecke Siegburg–Olpe (Aggertalbahn) im Bereich Dieringhausen neu trassiert wurde, wurde die Bahnstrecke an den Hang verlegt und ein neuer Bahnhof Dieringhausen errichtet (ca. 500 m weiter nördlich). Das seitdem reine Bahnbetriebswerk ist über ein Stichgleis vom neuen Bahnhof Dieringhausen aus erreichbar. Heute sind dazu allerdings umfangreiche Rangierarbeiten erforderlich, da nach der Einstellung des Güterverkehrs die meisten Gleise im Bahnhofsgebiet zurückgebaut wurden. Das Bahnbetriebswerk wuchs danach auf seine heutige Geländegröße. Im Jahre 1941 wurden in Dieringhausen die ersten Einheitsdampflokomotiven der Baureihen 50 und 86 beheimatet. 1944 wurde das Bahnbetriebswerk dann im Zweiten Weltkrieg durch Luftangriffe zerstört. Der Lokbahnhof in Osberghausen wurde daraufhin zum Ausweich-Bahnbetriebswerk. Bereits 1945 wurde das Bahnbetriebswerk wieder aufgebaut, allerdings etwas anders als es vor dem Krieg gewesen war.
1956 wurden dem Bahnbetriebswerk Dieringhausen dann die ersten Schienenbusse zugeteilt, 1962 folgten dann die Dieselloks der Baureihe V 100.
Im Jahre 1969 wurden in Dieringhausen die Dampfloks verabschiedet, von nun an waren dort nur noch Dieselloks und Schienenbusse beheimatet.
Am 30. April 1982 wurde das Bahnbetriebswerk Dieringhausen von der Deutschen Bundesbahn geschlossen, da nach den umfangreichen Stilllegungen im Eisenbahnnetz im Oberbergischen Land der Bedarf für ein Bahnbetriebswerk hier nicht mehr vorhanden war. Die Kölner Dieselloks der Baureihe V 100 waren von nun an über Nacht, wie noch heute die LINT (BR 620/622)-Garnituren, im Bahnhofsbereich Dieringhausen abgestellt. Dort befindet sich daher auch eine Tankstelle.

### Eisenbahnmuseum
1982 gründete sich der Verein „Eisenbahnfreunde Flügelrad Oberberg“ (EFO) mit dem Ziel, im alten Bahnbetriebswerk ein Eisenbahnmuseum zu errichten und zu betreiben. Es wurde eine Museums-GmbH gegründet, welche von Hermann Haeck finanziell unterstützt wurde und das Museum betrieb. Es wurden viele historische Fahrzeuge angekauft (oft in sehr schlechtem Zustand) und aufwändig (zumindest äußerlich) wieder aufgearbeitet. Noch im selben Jahr wurde dann das erste Museumsfest gefeiert. Daraufhin erwarb Hermann Haeck das Gelände des ehemaligen Bahnbetriebswerkes von der Deutschen Bundesbahn und mit der Etablierung eines Eisenbahnmuseums konnte begonnen werden. Anfangs befanden sich auch mehrere Uerdinger Schienenbusse im Museumsbestand, die unter anderem nach der Schließung des Bahnbetriebswerkes Dieringhausen übernommen wurden. Viele davon wurden wegen Platzmangels und nicht vorhandenen Bedarfs verkauft, sodass bis heute nur noch ein Uerdinger Schienenbus mit seinem Beiwagen im Museum verblieb.
Die früher im Museum vertretene Dampfbahn Rur-Wurm-Inde (DRWI) zog Anfang des Jahres 2007 mit einigen Wagen und der betriebsfähigen Dampflok 52 8148 aus dem Eisenbahnmuseum aus. Das neue Domizil der DRWI lag in Mönchengladbach. Anfang Juni 2008 war der Verein jedoch gezwungen, seinen Betrieb einzustellen und sich aufzulösen – die Fahrzeuge wurden verkauft.
Gegen Ende des Jahres 2008 wurde nach jahrelanger, aufwändiger Aufarbeitung die Dampflok Waldbröl der nicht mehr existierenden Kleinbahn Bielstein–Waldbröl feierlich wieder in Betrieb genommen. Sie hatte zuvor jahrelang mit dem falschen Namen „Nümbrecht“ auf einem Denkmalsockel im gleichnamigen Ort gestanden und befand sich in sehr schlechtem Zustand.
Im September 2008 wurde dann auch die letzte verbliebene Dampflok der Baureihe 52, die Lok 52 8116 an die Osnabrücker Dampflokfreunde abgegeben. Die Lok war nicht betriebsfähig, befand sich in einem schlechten Zustand und wurde nicht benötigt. Im Gegenzug erhielt das Eisenbahnmuseum von den Osnabrücker Dampflokfreunden einen fertig aufgearbeiteten Personenwagen vom Typ Donnerbüchse.
Ende Oktober 2008 wurde in der Presse bekannt, dass die Zukunft des Eisenbahnmuseums Dieringhausen gefährdet sei, da der wichtigste Mäzen und zugleich Museumseigentümer, Hermann Haeck, verstorben war und er das Eisenbahnmuseum nicht in seine Stiftung aufgenommen hatte. Eine nachträgliche Überführung in die Stiftung stand noch aus. Die Söhne Hermann Haecks entließen zudem die sieben fest angestellten Museumsmitarbeiter, da sie nach eigenen Angaben nicht in der Lage wären, die GmbH zu finanzieren. Anfang Februar gab es erneut eine Pressemeldung, so könnten die jährlichen Kosten nicht mehr getragen werden. Vom 1. Februar 2009 an war das Museum dann geschlossen. Die Stadt Gummersbach wollte es gerne erhalten, allerdings fehlten auch dort die finanziellen Mittel. Nun wurde gehofft, dass der Landschaftsverband Rheinland das Museum unterstützen würde.
Allerdings wurde das Museum dann Ende des Jahres 2009 Bestandteil der Hermann-Haeck-Stiftung. Im April 2009 wurde der Name des Museumsvereins von „Eisenbahnfreunde Flügelrad Oberberg“ in „Interessengemeinschaft und Förderverein des Eisenbahnmuseums Gummersbach Dieringhausen e. V.“, kurz „IG Bw Dieringhausen“ geändert. Es wurde ein neuer Vorstand gewählt und das von der Hermann-Haeck-Stiftung gepachtete Museum wieder für Besucher geöffnet.
Seit dem Jahr 2007 wird der Fahrzeugbestand des Museums im Zuge mehrerer sogenannter Sammlungsbereinigungen und Neuausrichtungen auf im Bergischen heimische Fahrzeugtypen stark ausgedünnt. Die nicht betriebsfähige DR-Dampflok 50 3610 (Rekolok) und die DR-Dampflok 03 2155 (leichte Schnellzuglok, Baujahr 1934, Rekolok) wurden an Wedler Franz Logistik in Nossen veräußert, die Dampflok 44 1681 (Ölfeuerung) an die SVG Eisenbahn-Erlebniswelt aus Horb am Neckar. Die betriebsfähige Schlepptenderlokomotive 52 8095 wurde an die Vulkan-Eifel-Bahn Betriebsgesellschaft mbH aus Gerolstein abgegeben. Auch die betriebsfähige Dampflokomotive P8 2455 Posen der Länderbahnreisen / Manuel Jußen, die seit dem 2. November 2008 dort stationiert und zeitweise Zuglok des Zugs der Erinnerung gewesen war, verließ zum 3. August 2012 das Museum. Die ölgefeuerte Tenderlok der Baureihe 95 (95 0009-1) verließ das Museum im Oktober 2014. Sie befindet sich in Privateigentum und war zunächst in Glauchau (bis 2018) ausgestellt. Aktuell (Stand: April 2023) befindet sie sich im Lokbahnhof Sonneberg.
Seit September 2010 befindet sich die letzte in Deutschland vorhandene Dampflok der preußischen Baureihe T 14, Lok 93 230 (Spitzname „Der Bulle“), im Eisenbahnmuseum Dieringhausen. Diese Lok ist eine Dauerleihgabe über 15 Jahre des Verkehrsmuseums Dresden.

## Besonderheiten
Deutschlandweit einzigartig ist die Anlage durch ihre Anordnung über drei Ebenen/Etagen. Auf der untersten Ebene befindet sich der Hauptteil der Anlage mit Rundlokschuppen, Drehscheibe, Stückgutabfertigung, Wasserkränen und Untersuchungsgruben. Auf der zweiten Ebene befinden sich Kohlenbunker und die ehemaligen Diensträume. Von dort wurde die Kohle über eine Schüttbekohlungsanlage hinunter in die Dampflokomotiven gekippt, welche sich dazu direkt darunter in der untersten Ebene befanden. Über dieser folgt noch die dritte Ebene, wo sich die Gleise des ehemaligen Güterbahnhofs sowie die Streckengleise der Aggertalbahn befinden. In der ehemaligen Abstellanlage sind heute zwei Kesselwagen als Wassertanks (höherer Wasserdruck) abgestellt, diese Ebene ist für die Museumsbesucher allerdings nicht zugänglich.

## Ausstattung
Mittelpunkt des Museums sind der historische Ringlokschuppen von 1906 mit elf Ständen und einem modernen Erweiterungsbau (Waschhalle) und der dazugehörigen Drehscheibe (22 Meter Durchmesser). An Lokbehandlungsanlagen sind die heute nicht mehr genutzte Schüttbekohlungsanlage, ein Ausschlackkanal, zwei Wasserkräne (einer in Betrieb), ein Hebebockkran, das ehemalige Sandhaus, Sozialgebäude sowie verschiedene Untersuchungsgruben und eine Achssenke vorhanden und zu besichtigen. Von dem achtständigen Erweiterungsbau des Ringlokschuppens aus dem Jahr 1920 sind noch die Rückwände und Teile der zentralen Rauchabzuganlage vorhanden. Ebenfalls vorhanden sind Teile der Bunkeranlagen aus dem Zweiten Weltkrieg, die jedoch nicht zugänglich sind. Für Besucher wurden eine Cafeteria (nur bei Sonderveranstaltungen geöffnet), ein Buchladen und ein Signalgarten eingerichtet.
Im Museum zu besichtigen sind aktuell elf Dampflokomotiven (zwei betriebsfähig), sieben Diesellokomotiven (drei betriebsfähig), ein Uerdinger Schienenbus und eine Elektrolokomotive sowie eine umfangreiche Wagensammlung.
Auch die Wiehltalbahn GmbH nutzt das Museum zum Abstellen ihrer Fahrzeuge, ihres MAN-Schienenbusses und ihres Esslinger-Steuerwagens.
Die Fahrzeuge, welche früher Hermann Haeck gehörten, befinden sich im Besitz der Hermann Haeck-Stiftung, welche Eigentümer des Museums mitsamt einem Großteil der Fahrzeugsammlung ist. Weitere Fahrzeuge gehören aber auch dem Museumsverein IG Bw Dieringhausen sowie verschiedenen Privatleuten, welche ihre Fahrzeuge im Museum einstellen.

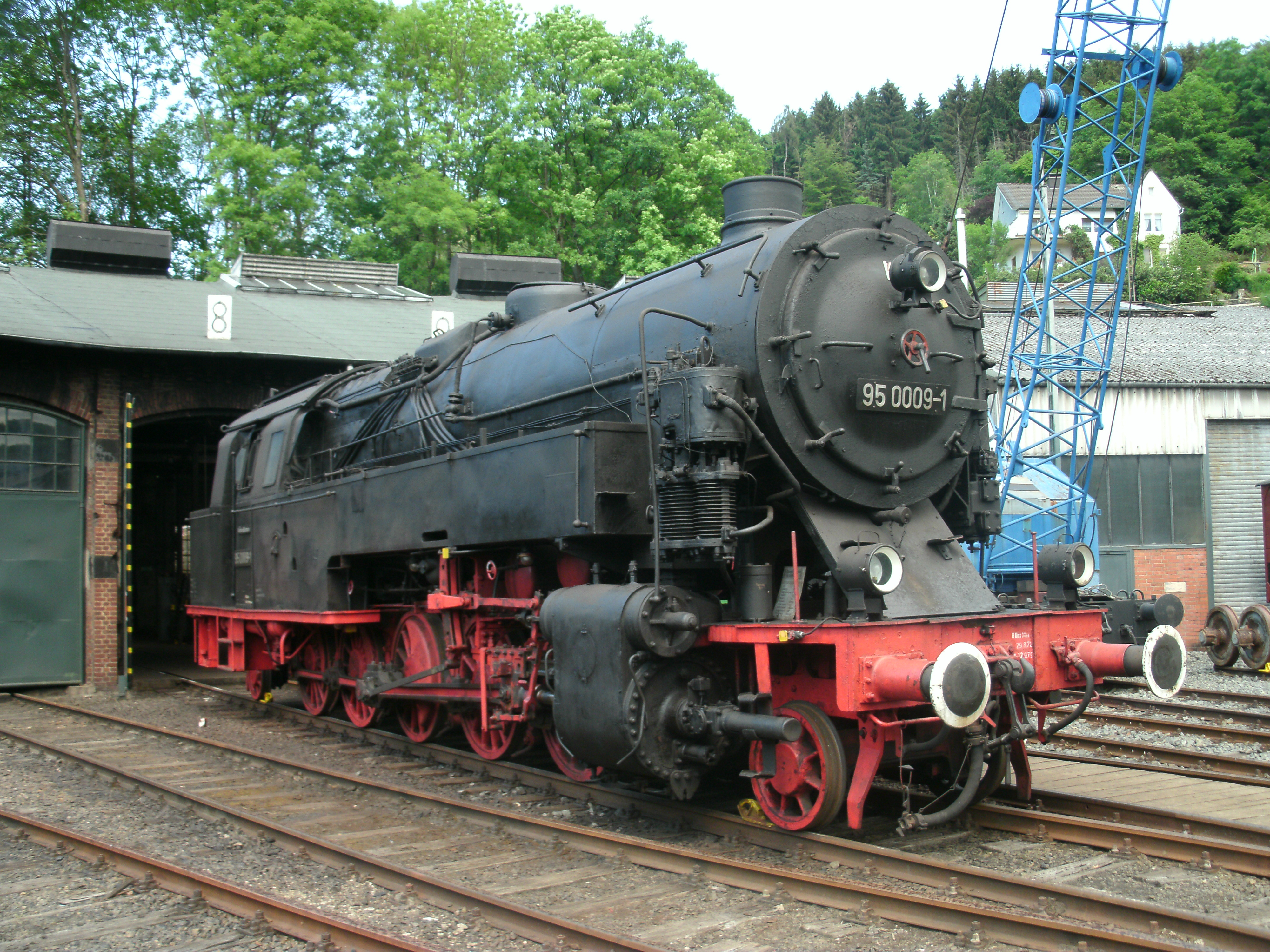
Dampflok 95 0009, Preußische T 20, vor dem Ringlokschuppen
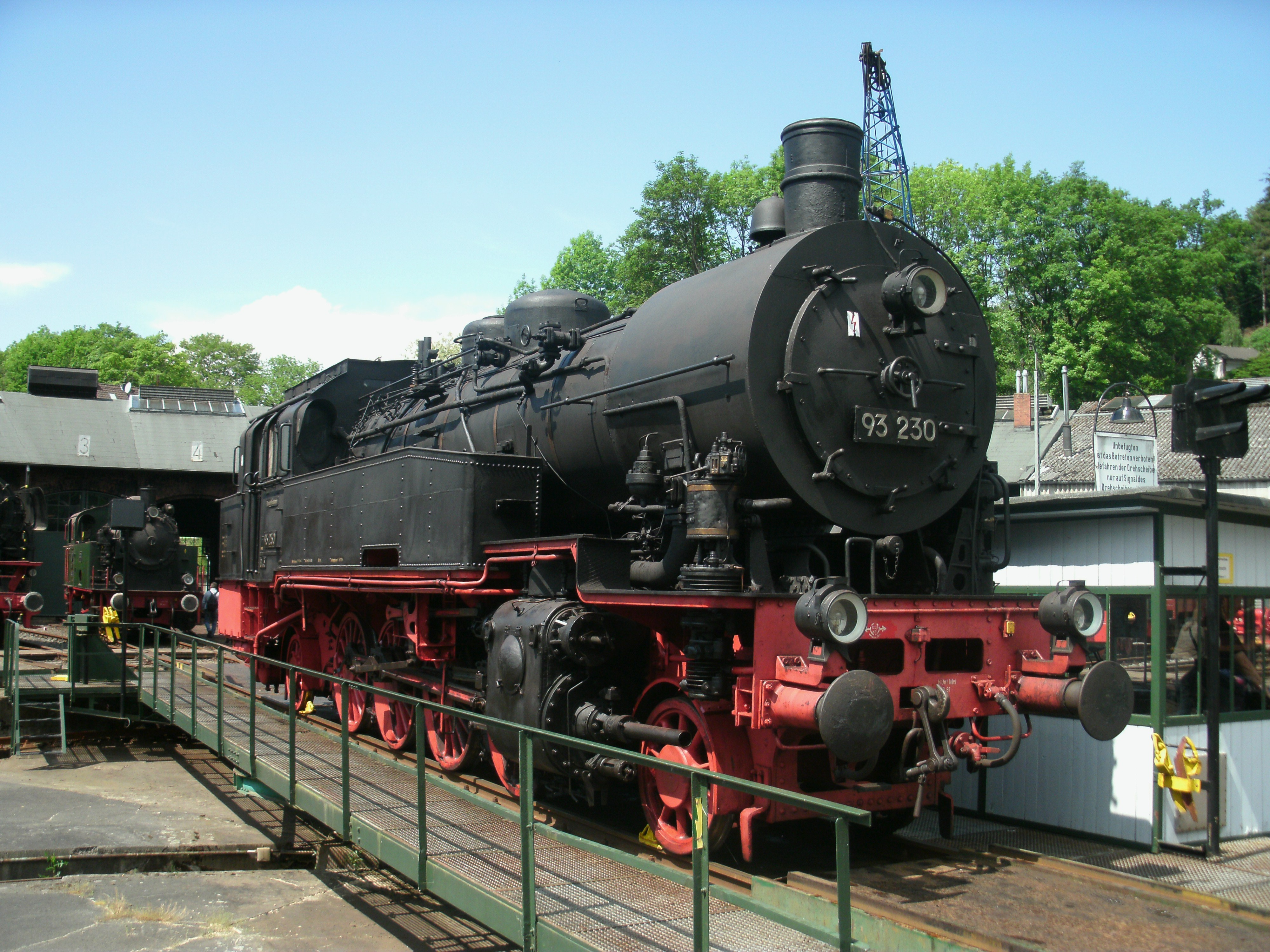
Dampflok 93 230, Preußische T 14, auf der Drehscheibe
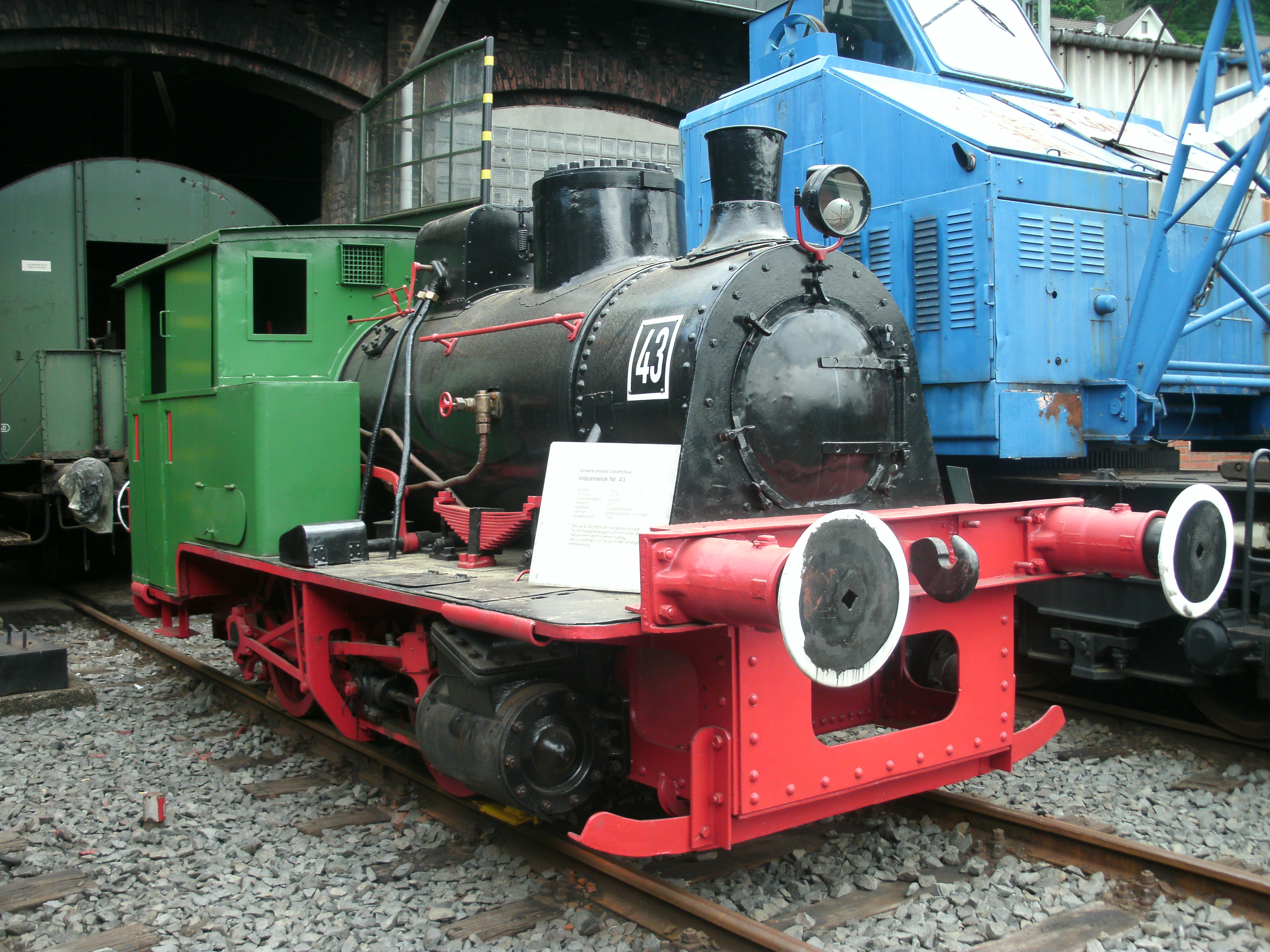
Industriedampflok 43, die älteste Lok des Museums, vor dem Ringlokschuppen
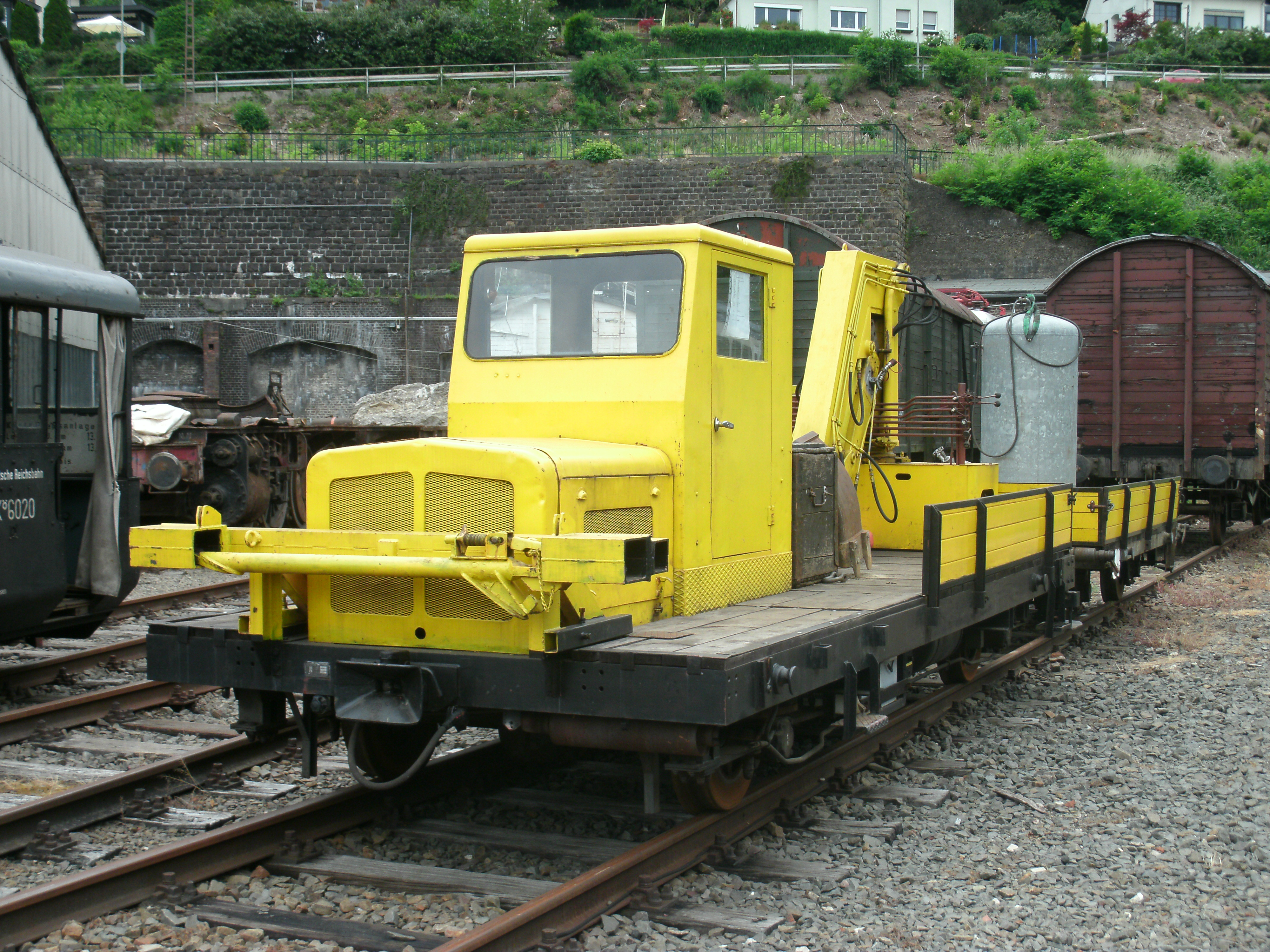
Arbeitsfahrzeug Klv 51 im Museum

Im Museum sind unter anderem die nachfolgend aufgeführten Fahrzeuge zu besichtigen.

### Triebfahrzeuge
| Loknummer | Fahrzeugtyp                                | Baujahr           | Zustand der Lok                                  | letzter Einsatzort                                                        | Sonstiges |                   |
| Dampflokomotiven: | Dampflokomotiven:                          | Dampflokomotiven: | Dampflokomotiven:                                | Dampflokomotiven:                                                         | Dampflokomotiven: | Dampflokomotiven: |
| --- | ------------------------------------------ | ----------------- | ------------------------------------------------ | ------------------------------------------------------------------------- | --- | ----------------- |
| 41 186 | Güterzuglokomotive                         | 1939              | rollfähig, optisch aufgearbeitet                 | Deutsche Bundesbahn                                                       | Neubaukessel und Ölfeuerung |                   |
| 93 230 | Güterzugtenderlokomotive (Preußische T 14) | 1917              | rollfähig, optisch aufgearbeitet                 | Deutsche Reichsbahn, ehemals DR-Traditionslok                             | letzte ihrer Art in Deutschland (Spitzname „Der Bulle“), 15-jährige Leihgabe des Verkehrsmuseums Dresden                                                                               |                   |
| Theodor Wuppermann 4 | Industriedampflok Typ Knapsack             | 1949              | rollfähig, optisch aufgearbeitet                 | Walzwerk Theodor Wuppermann, Leverkusen                                   | erste Dampflok des Museums |                   |
| Waldbröl | Privatbahndampflok, Preußischer T3 ähnlich | 1914              | in Aufarbeitung (HU)                             | OVAG auf der Kleinbahn Bielstein–Waldbröl                                 | Zuglok Bergischer Löwe |                   |
| 57 1841 | Güterzuglok (Preußische G 10)              | 1910              | teilzerlegt                                      | Deutsche Reichsbahn (57 1841), ab 1926 CFR Rumänien (Temeschwar) (50.259) | |                   |
| Lok 43 | Industriedampflok                          | 1906              | rollfähig, optisch aufgearbeitet                 | Völklinger Hütte „23“ / „43“                                              | älteste Lok des Museums |                   |
| Dampfspeicherlok Katrin | Dampfspeicherlok, Bauart Meiningen         | 1984              | rollfähig                                        | VEB Kaliwerke „Karl Liebknecht“                                           | |                   |
| Dampfspeicherlok VVG Monheim 2 | Dampfspeicherlok, Bauart Hohenzollern      | 1914              | rollfähig, starke Korrosionsschäden              | Vereinigte Verpackungs-GmbH, Monheim-Blee                                 | |                   |
| Diesellokomotiven: |                                            |                   |                                                  |                                                                           | |                   |
| Es sind nur die Diesellokomotiven aufgeführt, welche ständig im Museum zu besichtigen sind, d. h. keine Gastfahrzeuge. Regelmäßige Gastfahrzeuge sind unter anderem Rangierloks der Baureihe V 60 und Turmtriebwagen. |                                            |                   |                                                  |                                                                           | |                   |
| V 36 316 | Strecken- und Rangierlok                   | 1944              | rollfähig, optisch aufgearbeitet                 | Wehrmacht                                                                 | ohne Glaskuppel, Verkauf geplant |                   |
| 120 051 | Strecken- und Rangierlok                   | 1959              | rollfähig (Brandanschlag im Führerstand)         | Osthannoversche Eisenbahnen, ab 2010 Ascherslebener Verkehrsgesellschaft  | Privatbesitz Timper Dehn Lokvermietung GbR, in betriebsfähiger Aufarbeitung |                   |
| Kö 6020 | Rangierlok                                 | 1937              | rollfähig, optisch aufgearbeitet                 | F & G Nürnberg                                                            | Blindwelle und Stangenantrieb |                   |
| 323 133 (Köf II) | Rangierlok                                 | 1959              | betriebsfähig                                    | Deutsche Bundesbahn                                                       | Privatbesitz (Lokvermietung Aggerbahn) |                   |
| Köf II „Brandt“ | Rangierlok                                 | 1946              | wegen Fristablauf abgestellt, Einzelteile fehlen | Brandt F & G Nürnberg                                                     | Kriegsbauart |                   |
| Industrielok Bayer 104 | Strecken- und Rangierlok im Werk           | 1958              | abgestellt                                       | Bayer AG, Leverkusen                                                      | Doppellok, Umbau aus meterspurigen Werksloks 5+6 |                   |
| Diesellok RK 20 B | Strecken- und Rangierlok                   | 1952              | rollfähig                                        | Vossloh Schienenfahrzeugtechnik GmbH                                      | Eigentum der WB Wiehltalbahn GmbH (Spende eines Privatmanns) |                   |
| Breuer Lokomotor | Rangierfahrzeug                            | 1943              | abgestellt                                       | F & G Dialektra, Köln                                                     | sehr kurze Bauform mit Hubmechanik |                   |
| Krufter Kleindiesellokomotive | Rangierlok                                 | 1936              | abgestellt, lediglich grundiert                  | Martin & Pagenstecher, Werk Kruft                                         | kleine Bauweise |                   |
| Schienenbusse: |                                            |                   |                                                  |                                                                           | |                   |
| VT 104 | Dieseltriebwagen                           | 1952              | in Aufarbeitung (HU)                             | Rheinhessische-Eisenbahn GmbH                                             | Rekonstruktion in Auslieferungszustand und Lackierung in den OVAG-Farben (blau-beige) als Erinnerung an den Einsatz des Esslinger Triebwagens T33 auf der Kleinbahn Bielstein-Waldbröl |                   |
| VT 95 | Schienenbus                                | 1954              | abgestellt, entlackt                             | Deutsche Bundesbahn                                                       | letzter Einsatzort Bw Dieringhausen |                   |
| MAN-Schienenbus | Schienenbus                                | 1966              | in Aufarbeitung (HU)                             |                                                                           | Privatbesitz Wiehltalbahn GmbH (derzeit HU) |                   |
| Sonstige Fahrzeuge: |                                            |                   |                                                  |                                                                           | |                   |
| EDK 80/3 | Schienenkran (Kohlenkran)                  | 1984              | betriebsfähig                                    |                                                                           | |                   |
| EDK 300 W | Schienenkran                               | ???               | betriebsfähig                                    | Deutsche Reichsbahn                                                       | |                   |
| Klv 51 | Arbeitsfahrzeug                            | ???               | betriebsfähig                                    | Deutsche Bundesbahn                                                       | mit Anhänger |                   |
| O&K-Zweiwegebagger | Gleisbaufahrzeug                           | 1995              | betriebsfähig                                    | Stehmeyer + Bischoff                                                      | |                   |

### Personenwagen
- 8 Donnerbüchsen, davon:
  - 3 einsatzfähig (eine Dauerleihgabe der Osnabrücker Dampflokfreunde)
  - 5 abgestellt (teils Ersatzteilspender)
- 1 vierachsiger Umbau-Wagen 4yg
- 1 Plattformwagen (angemietet)
- 1 Personenwagen der Braunschweig-Schöninger Eisenbahn
- 1 Preußischer Abteilwagen (hölzern, einsatzfähig)
- 1 Packwagen Pwgs 41 (mit Fahrgastabteil, einsatzfähig, bei DB eingesetzt auf Strecke Dieringhausen – Olpe)
- 1 Beiwagen zum Uerdinger Schienenbus (abgestellt)
- 1 Esslinger Steuerwagen (WB Wiehltalbahn GmbH, Bj. 1959)
- 1 Esslinger Triebwagen + Beiwagen (KBW Kleinbahn Bielstein–Waldbröl e. V., Triebwagen in betriebsfähiger Aufarbeitung)

### Güter- und Personalwagen
Im Eisenbahnmuseum Dieringhausen befindet sich zudem eine umfangreiche Sammlung verschiedener Güter- und Bahndienstwagen. Dazu gehören unter anderem:
- 1 Weinkesselwagen,
- 1 Schüttgutwagen,
- 3 Niederbordwagen,
- verschiedenste Gedeckte Güterwagen,
- mehrere Stückgutwagen,
- 2 Kesselwagen (auf den Gleisen des ehem. Güterbahnhofs, genutzt als Wassertanks)
- mehrere Bahndienstwagen (3-achsige Umbauwagen, noch als solche genutzt)